# 関ノ戸部屋
関ノ戸部屋（せきのとべや）は、かつて存在した相撲部屋。

## 沿革
初代佐渡ヶ嶽の弟子で、松江藩の抱えであった桟シ初五郎が、1802年に3代佐渡ヶ嶽を二枚鑑札を襲名。4年後の1806年、2代関ノ戸に名跡変更し関ノ戸部屋が誕生した。しかし後に、名跡を佐渡ヶ嶽に戻している。
1843年に雷部屋所属の幕内御所ノ浦平太夫が二枚鑑札で5代関ノ戸を襲名。1846年に引退し、年寄専務となってから小結荒熊力之助、大関猪王山森右エ門を育てるが、1856年12月に死去し部屋は閉じられた。
1881年に伊勢ノ海部屋所属の小結鯱ノ海梅吉が二枚鑑札で6代関ノ戸を襲名。部屋を興したが関取を出すことはなかった。
井筒部屋所属の関脇逆鉾与治郎が1907年5月場所を最後に引退。7代関ノ戸を襲名。一時期部屋を経営したが、井筒部屋に戻っている。部屋を経営した際に所属した力士には、横綱西ノ海嘉治郎、大関駒ヶ嶽國力、小結宮城山正見、幕内八嶌山平八郎がいた。